# Talijanske pokrajine
U Italiji, pokrajina (talijanski: provincia) je druga razina upravne podjele zemlje na koju se dijele primarne talijanske regije (regione). Nadalje, pokrajine se dijele na talijanske općine (comune).
Od 2014. godine Italija je podijeljena na 107 administrativnih jedinica od kojih 80 pokrajina, 2 autonomne pokrajine, 4 regijskih decentraliziranih entiteta, 6 slobodnih općinskih konzorcija i 14 metropolitskih gradova, kao i regija Doline Aoste koja je jedina talijanska regija koja nije podijeljena na pokrajine, tj. sama regija predstavlja jednu pokrajinu.
Nekadašnji pokrajinski gradovi su pretvoreni u metropolitanske gradove (prema veličini): Rim, Milano, Napulj, Torino, Napulj, Palermo, Bari, Catania, Firenca, Bologna, Genova, Venecija, Messina, Calabria i Cagliari.
U sljedećem popisu su podebljani metropolitanski gradovi ili pokrajine čije je upravno središte ujedno i upravno središte regije.
Pokrajine u Italiji po abecednom redu u regijama su:

## Abruzzo
- Chieti
- L'Aquila
- Pescara
- Teramo

## Apulija(Puglia)
- Bari (prije Pokrajina Bari)
- Barletta-Andria-Trani
- Brindisi
- Foggia
- Lecce
- Taranto

## Basilicata
- Matera
- Potenza

## Emilia-Romagna
- Bologna (prije Pokrajina Bologna)
- Ferrara
- Forlì-Cesena
- Modena
- Parma
- Piacenza
- Ravenna
- Reggio Emilia
- Rimini

## Furlanija-Julijska krajina(Friuli-Venezia Giulia)
- Gorica (Gorizia)
- Pordenone
- Trst (Trieste)
- Udine

## Kalabrija(Calabria)
- Catanzaro
- Cosenza
- Crotone
- Reggio Calabria (prije Pokrajina Reggio Calabria)
- Vibo Valentia

## Kampanija(Campania)
- Avellino
- Benevento
- Caserta
- Napulj (Napoli) (prije Pokrajina Napulj)
- Salerno

## Lacij(Lazio)
- Frosinone
- Latina
- Rieti
- Rim (Roma) (prije Pokrajina Rim)
- Viterbo

## Ligurija(Liguria)
- Genova (prije Pokrajina Genova)
- Imperia
- La Spezia
- Savona

## Lombardija(Lombardia)
- Bergamo
- Brescia
- Como
- Cremona
- Lecco
- Lodi
- Mantova
- Milano (prije Pokrajina Milano)
- Monza i Brianza
- Pavia
- Sondrio
- Varese

## Marke(Marche)
- Ancona
- Ascoli Piceno
- Fermo
- Macerata
- Pesaro i Urbino

## Molise
- Campobasso
- Isernia

## Pijemont(Piemonte)
- Alessandria
- Asti
- Biella
- Cuneo
- Novara
- Torino (prije Pokrajina Torino)
- Verbano-Cusio-Ossola
- Vercelli

## Sardinija(Sardegna)
- Cagliari
- Nuoro
- Oristano
- Sassari
- Sud Sardegna

## Sicilija(Sicilia)
- Agrigento
- Caltanissetta
- Catania (prije Pokrajina Catania)
- Enna
- Messina (prije Messina)
- Palermo (prije Pokrajina Palermo
- Ragusa
- Sirakuza (Siracusa)
- Trapani

## Toskana(Toscana)
- Arezzo
- Firenca (Firenze) (prije Firenca (pokrajina)
- Grosseto
- Livorno
- Lucca
- Massa-Carrara
- Pisa
- Pistoia
- Prato
- Siena

## Trentino-Južni Tirol(Trentino-Alto Adige/Südtirol)
- Južni Tirol (Alto Adige/Südtirol)
- Trentino

## Umbrija(Umbria)
- Perugia
- Terni

## Valle d'Aosta(Vallée d'Aoste)
- Aosta (Aoste)

## Veneto
- Belluno
- Padova
- Rovigo
- Treviso
- Venecija (Venezia) (prije Venecija (pokrajina)
- Verona
- Vicenza